# Königskrabbe
Die Königskrabbe oder Kamtschatkakrabbe (Paralithodes camtschaticus), gelegentlich aufgrund ihrer Größe auch Monsterkrabbe genannt, ist ein großer Mittelkrebs aus der Familie der Stein- und Königskrabben. Damit gehört sie nicht zu den Krabben im engeren Sinne. Sie gilt als Delikatesse und wird ausgiebig befischt.
Sie kam zuerst nur im nördlichen Pazifik (vor allem vor Japan und Alaska) vor, bis sie auch im Norden Europas in der Barentssee angesiedelt wurde, von wo aus sie sich als bioinvasive Art stark ausbreitete.

## Verbreitung
Das natürliche Verbreitungsgebiet der Königskrabbe sind die küstennahen Gewässer des Nordwestpazifik und Nordostpazifik (FAO Major Fishing Areas 61 und 67). An der asiatischen Küste reicht es vom Norden der Koreanischen Halbinsel und den Küstengewässern der nördlichen japanischen Hauptinsel Hokkaidō entlang der russischen Region Primorje, der Westküste von Sachalin über die Inselkette der Kurilen, der Ost- und Westküste von Kamtschatka und der angrenzenden Inselkette der Aleuten. An der nordamerikanischen Küste werden besiedelt die Küste Alaskas, nördlich bis zum Norton Sound, südlich über Bristol Bay und Kodiak Island bis zum Norden von British Columbia. Südlich von Prince Rupert kommen noch verstreute Vorkommen geringer Dichte etwa bis zur Boundary Bay, nahe der US-Grenze, vor. Angaben weiter südlich beruhen vermutlich auf aus Gefangenschaft geflüchteten Individuen.
Von 1961 bis 1969 wurde die Krabbe von russischen Forschern in der Barentssee nahe Murmansk ausgesetzt, wo sie sich plangemäß stark vermehrte. Bis heute ist sie bis zu den Lofoten (Norwegen) vorgedrungen. Die Umsiedlungsaktion war von den Generalsekretären der Sowjetunion Josef Stalin und seinem Nachfolger Nikita Chruschtschow in die Wege geleitet worden, um die Versorgungslage in Moskau und Murmansk zu verbessern. Die Fischerei in größerem Stil in der Barentssee begann im Jahr 1994. Fangquoten werden von Norwegen und Russland in einer gemeinsamen Kommission festgelegt. Die stärkere Ausbreitung in norwegischen Gewässern begann 1992 im Varangerfjord. 1995 wurde der Tanafjord erreicht, 2000 der Laksefjord, 2001 die ersten Fänge bei Sørøya und 2002 bei Hammerfest, also westlich des Nordkap. Die Ausbreitung nach Osten verlief langsamer und weniger weit, 2002 etwa bis zur Kanin-Halbinsel.
Im Handel genannte Produkte aus weiteren Regionen wie Chile beruhen auf Handelsnamen und beziehen sich nicht auf diese Art. Vereinzelte Funde in weit vom nördlichen Verbreitungsgebiet entfernten Regionen wie dem Mittelmeer gehen auf verschleppte Einzelexemplare oder aus Aquarien oder anderer Haltung entkommene Tiere zurück.

## Merkmale

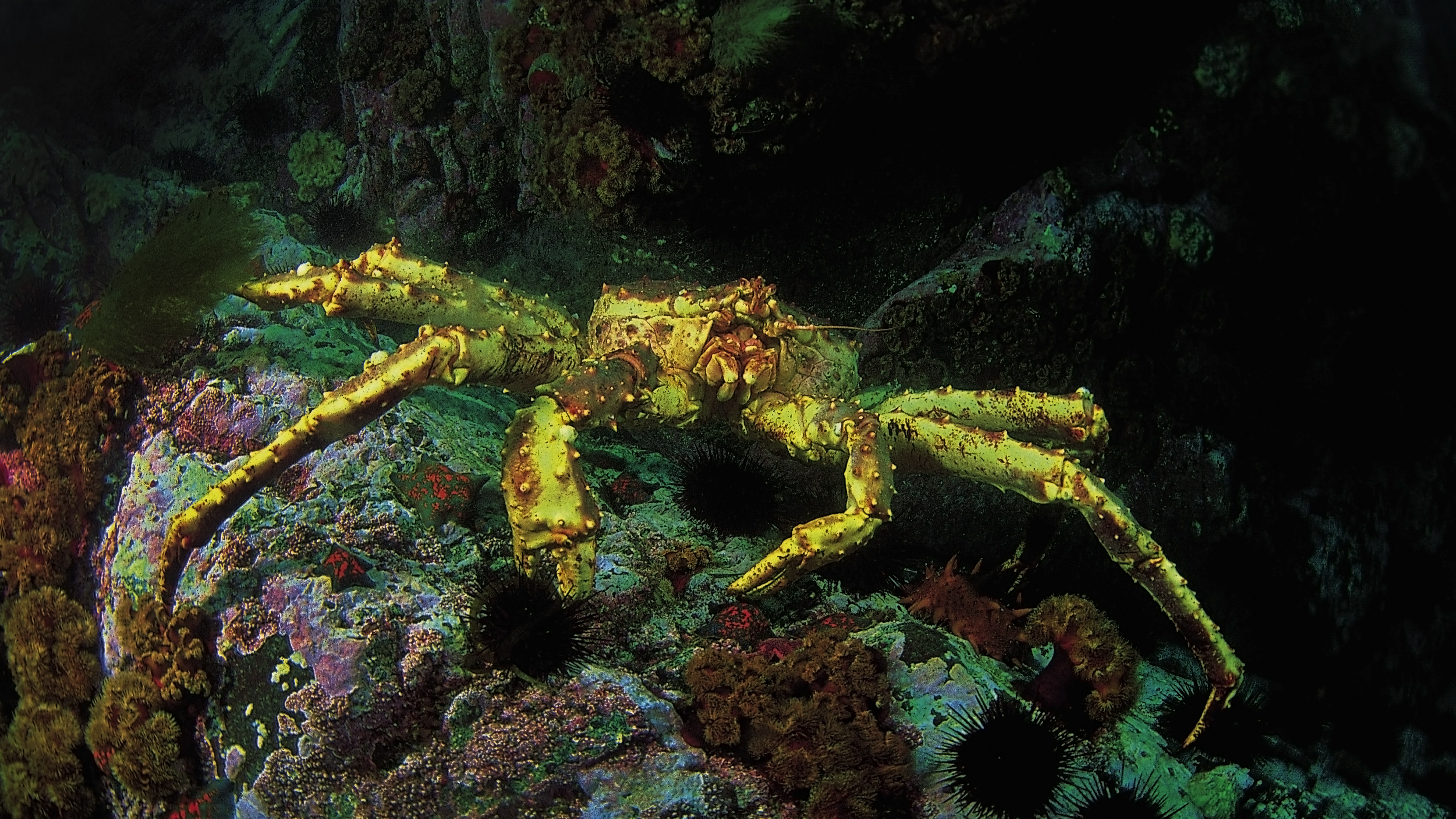
Paralithodes camtschaticus

Tourist mit Königskrabbe, der ein linkes Bein nachwächst

Königskrabben sind die größten Vertreter der Familie der Stein- und Königskrabben. Der Carapax erreicht eine Länge von 17 Zentimetern (in früheren Zeiten, vor der intensiven Befischung, wurden sogar 20 Zentimeter, Maximalwert 22 Zentimeter, erreicht). Die ausgestreckten Beine können eine Spannweite von 1,8 Meter, gemessen zwischen den Endgliedern (Dactylus) des dritten und längsten Peraeopodenpaars, erreichen. Rekordverdächtige Tiere erreichten eine Körpermasse von 10,9 Kilogramm bei den Männchen und 4,8 Kilogramm bei den Weibchen, die Durchschnittsgröße bei den im Rahmen der Fischerei erbeuteten Tieren liegt aber mit ca. 2,9 Kilogramm weit darunter. Die Tiere sind auf der Oberseite fast immer rot, von rotbraun bis burgunderrot, gefärbt.
Wie alle Anomura sind die Königskrabben asymmetrisch gebaut. Die rechte Schere (Chela) ist bei den Männchen größer als die linke. Sie wird unter anderem zur Verteidigung eingesetzt. Der Hinterleib (Pleon) wird unter den Carapax eingeschlagen und ist von oben daher nicht sichtbar. Bei der Gattung Paralithodes trägt das zweite Segment auf der Oberseite fünf deutlich getrennte, verkalkte Platten (das erste ist verborgen und äußerlich nicht sichtbar), bei den meisten anderen Gattungen sind diese verschmolzen. Am dritten bis fünften Segment des Pleon ist die Mittelplatte membranös aufgelöst, hier sitzen nur verkalkte Körner (Nodule) oder kleine Plättchen. Das Pleon ist bei den Weibchen asymmetrisch nach rechts gedreht, mit größeren Platten auf der linken Körperseite. Auch die Extremitäten (Pleopoden) sind asymmetrisch: vier auf der linken und nur einer auf der rechten Seite. Bei den Männchen fehlen Pleopoden ganz.
Die Art ist von verwandten Arten anhand folgender Merkmale unterscheidbar: Der Carapax ist bei jüngeren Tieren abgerundet dreieckig, bei älteren oval, ein wenig breiter als lang. Seine Oberfläche ist recht gleichmäßig mit im Verhältnis relativ kurzen, konischen, zugespitzten Dornen besetzt, diese fallen in zwei Größenklassen, große und dazwischen kleinere Dornen. Die Dornen sind bei jungen Exemplaren im Verhältnis länger. Die Glieder der Beine (Peraeopoden), einschließlich des die Scheren tragenden ersten Paars (Chelipeden) besitzen auf der Oberseite ähnliche Dornen (wie bei allen verwandten Arten sind bei der Königskrabbe nur vier Beinpaare sichtbar, das fünfte ist stark in der Größe reduziert, in die Kiemenkammer zurückgezogen, wo es zum Putzen verwendet wird, das Männchen überträgt Sperma damit). Wichtig für die Artbestimmung ist die Anordnung der Dornen in den beiden zentralen Gruben auf der Oberseite des Carapax, zwischen den die Kiemen bedeckenden Branchialregionen. Die vordere (Gastralregion) trägt sechs Dornen in zwei Längsreihen, die hintere (Cardialregion) vier oder sechs. Ebenfalls für die Art charakteristisch ist die Gestalt des Scaphocerit (des blattförmig umgebildeten Außenasts der zweiten Antennen) und die Bedornung des langen und spitzen, zwischen den Augen vorragenden Rostrums.
Wie viele Krebsarten können Königskrabben einzelne Beine abwerfen (Autotomie), etwa um Feinden zu entkommen. Das Bein wird zwischen den unbeweglich miteinander fusionierten beiden ersten Beingliedern (Basis und Ischium) abgetrennt. Durch eine hier verlaufende Membran geht nur wenig Hämolymphe verloren. Die Wunde verheilt. Bei späteren Häutungen kann das Bein nachgebildet werden, das geschieht aber nicht immer.

## Leben
Sie ernährt sich von fast allem, was sie finden kann, hauptsächlich von Muscheln, Seesternen, Algen und Aas. Wie andere Krebse auch müssen sich Königskrabben häuten, um zu wachsen, weil sie ein Exoskelett (Außenskelett) haben. In Fangkörben kommt es untereinander zum Kannibalismus.
Die Lebenserwartung beträgt ungefähr 30 Jahre. Die Weibchen der Königskrabbe legen zwischen 400.000 und 500.000 Eier. Davon erreichen etwa 2 Prozent das Erwachsenenalter, d. h. pro Weibchen gibt es 8.000 bis 10.000 Nachkommen. Die Jungtiere verstecken sich in Bodengewächsen, bis sie groß genug sind. Ausgewachsene Königskrabben sind, wie viele andere Krabben auch, kannibalistisch veranlagt. Es kommt manchmal vor, dass sich viele Artgenossen zu großen Haufen zusammenfinden und sich aufeinanderstapeln. Wieso sie das tun, ist bisher ungeklärt. Aus der Ausbreitung bis zu den Lofoten konnte man auf eine jährliche Ausbreitungsgeschwindigkeit von 50 km schließen.

## Nutzung

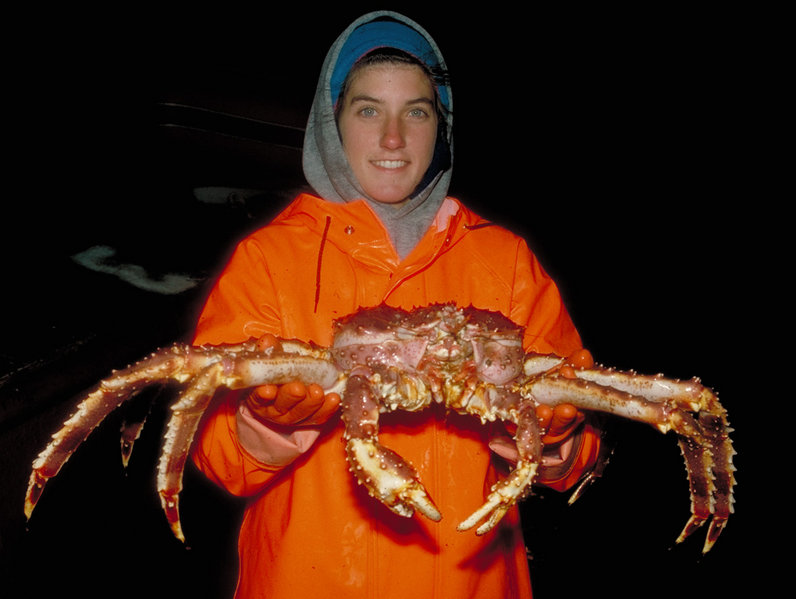
Frau mit roter Königskrabbe

Ausgewachsene Königskrabben haben kaum natürliche Feinde und konnten sich vor allem deshalb derartig schnell in der Barentssee und an der norwegischen Küste ausbreiten. Wegen ihrer Schmackhaftigkeit ist die Krabbe in Russland und Asien begehrt. In Norwegen wird darum ähnlich wie bei der Lachszucht Potential für eine Bewirtschaftung gesehen: Die Krabben werden gefangen und ca. zwei Monate bis zur gewünschten Fleischqualität und -quantität gemästet, bevor sie vermarktet werden. Auch wird die Krabbe direkt gefischt, Norwegen hat deshalb Schutzgesetze erlassen: Nur erwachsene männliche Tiere dürfen gefangen werden.
Auf norwegischen Fischmärkten werden Krabbenbeine, diese sind primär zum Verzehr geeignet, mit 100 €/kg als Delikatesse gehandelt; dabei handelt es sich um den Netto-Fleischpreis. Auch das Körperfleisch, das weniger wertvoll ist, wird verarbeitet. Das Fleisch muss aus den Beinen gepult werden; die Beine werden dazu abgetrennt und teils längs aufgeschnitten. Einige Arbeitsgänge lassen sich sparen, wenn das Fleisch mit Druckluft ausgeblasen wird.

## Kritik
Es wird oft vermutet, dass die Tiere eine ökologische Katastrophe auslösen könnten. Im Dezember 2010 kippte eine Gruppe von Umweltaktivisten circa 2000 lebende Exemplare vor das Fischereiministerium in Oslo und forderte die Ausrottung der – von den Norwegern zuweilen als „Stalinkrabben“ verunglimpften – Tiere an der Küste des Landes. Auch die Naturschutzorganisation WWF forderte die norwegische Regierung auf, die Ausbreitung der Tiere zu stoppen.
In der deutschen Boulevardpresse wird regelmäßig kolportiert, „das Monster“ werde sich weiter nach Süden ausbreiten und irgendwann Badegäste auf Sylt verletzen. Seriöse Meeresbiologen beteiligen sich an solchen Warnungen jedoch nicht. Einerseits hat sich die Krabbe auch in ihrem ursprünglichen Lebensraum nicht bis in den warmen Pazifik ausgebreitet, zum anderen gilt als wahrscheinlich (ist aber noch nicht restlos erforscht), dass bestimmte (Warmwasser-)Mikroorganismen der Krabbe das Überleben südlich von Zentralnorwegen unmöglich machen.